# Liste der Monuments historiques in Ménétreux-le-Pitois
Die Liste der Monuments historiques in Ménétreux-le-Pitois führt die Monuments historiques in der französischen Gemeinde Ménétreux-le-Pitois auf.

## Liste der Objekte
| Bezeichnung                   | Beschreibung                                                                                                  | Standort                                      | Kennzeichnung | Schutzstatus | Datum | Bild |
| ----------------------------- | --- | --------------------------------------------- | ------------- | ------------ | ----- | ---- |
| Skulptur Christus in der Rast | aus dem 16. Jahrhundert                                                                                       | in der Kirche St-Valentin-de-Griselles (Lage) | PM21007126    | Inscrit      | 2013  |      |
| Valentin-von-Griselles-Altar  | Skulptur des Heiligen und Relief mit Darstellung seines Martyriums; Stein, 1872, Bildhauer Augustin Delaporte | in der Kirche St-Valentin-de-Griselles (Lage) | PM21007127    | Inscrit      | 2013  |      |
| Kronleuchter                  | Metall, Glas, 19. Jahrhundert                                                                                 | in der Kirche St-Valentin-de-Griselles (Lage) | PM21007128    | Inscrit      | 2013  |      |
| Skulptur Heilige Apollonia    | Keramik, 19. Jahrhundert                                                                                      | in der Kirche St-Valentin-de-Griselles (Lage) | PM21007129    | Inscrit      | 2013  |      |